# Inscripción del Dípilon

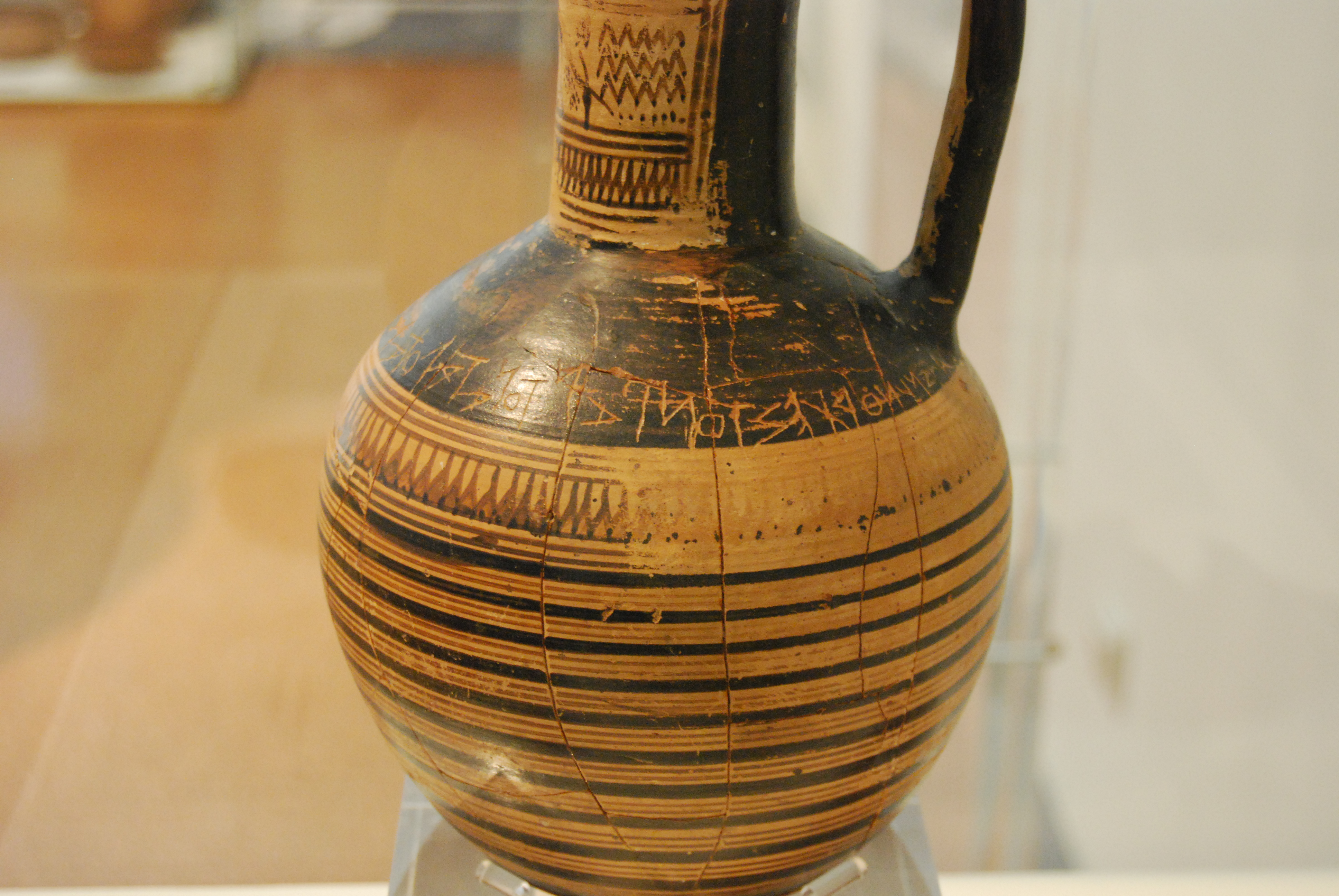
...(h)ος νῦν ὀρχεστôν πάντον ἀταλό(τατα)...

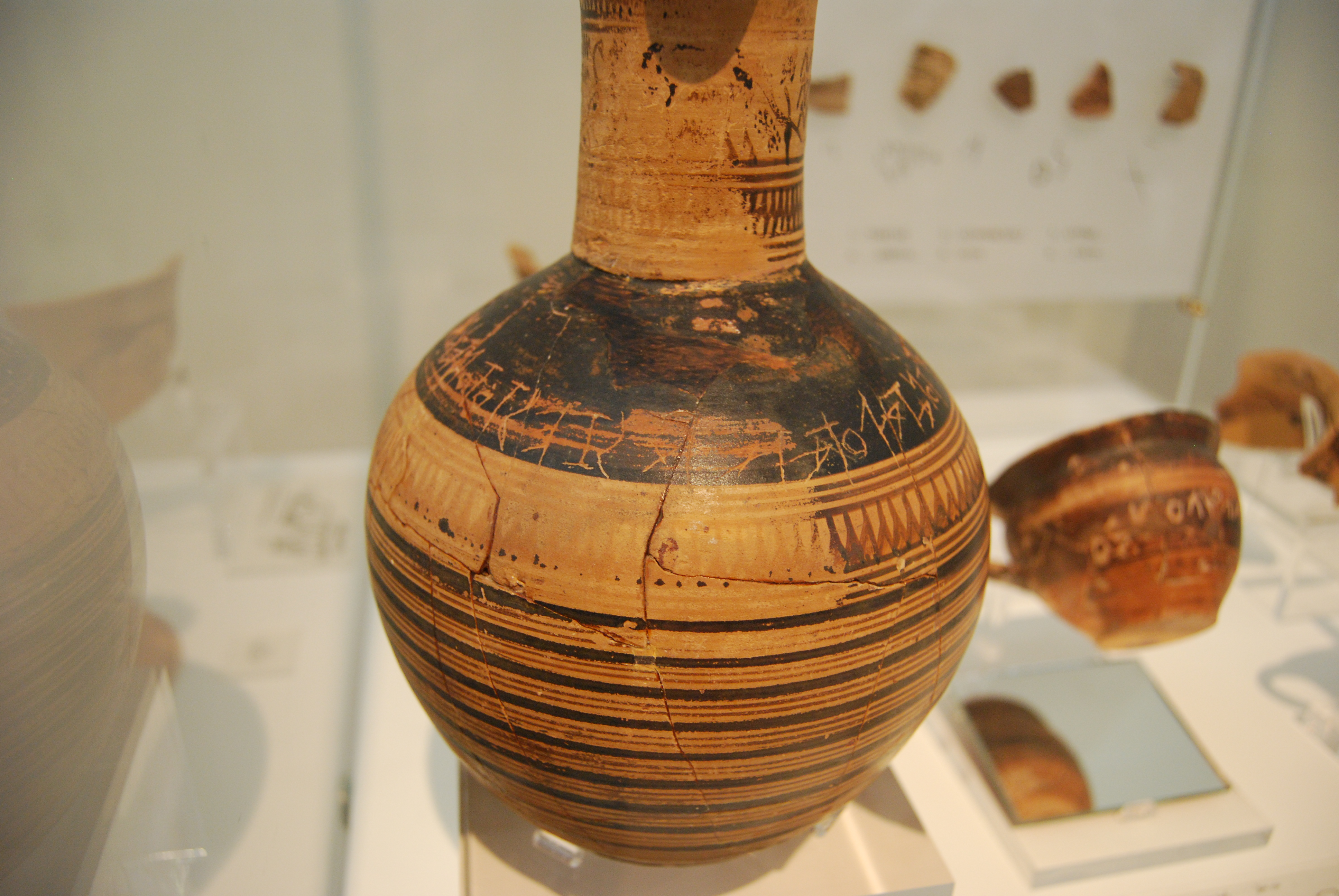
... ἀταλότατα παίζει, τô τόδε...

La inscripción del Dípilon (en latín, Inscriptio Dipylonensis) es un texto corto escrito en un recipiente de cerámica griega antigua fechado ca. 740 a. C. Es famoso por ser la muestra más antigua conocida (o una de las más antiguas) del uso del alfabeto griego. El texto está escrito en un enócoe que fue encontrado en 1871 y fue nombrada por el lugar del hallazgo: cerca de la puerta Dípilon, en el área del cementerio del Cerámico en Atenas. La vasija se atribuye a la época del periodo geométrico tardío (750 - 700 a. C.). Ahora se encuentra en el Museo Arqueológico Nacional de Atenas (inv. 192).

## Texto
El texto está escrito en una forma arcaica del alfabeto griego, con algunas formas de letra semejantes a las del alfabeto fenicio original. Está escrito de derecha a izquierda, con las letras individuales en forma de espejo en comparación con las formas modernas; la inscripción está dispuesta en un círculo alrededor del hombro de la vasija. El texto consta de 46 caracteres, de los cuales los primeros 35 fácilmente pueden leerse como un verso hexametrico en griego antiguo. Se cree que el resto fragmentado fue el comienzo de la segunda estrofa de un dístico, pero la interpretación exacta no es clara. B. Powell considera que los caracteres finales pueden representar un fragmento confuso del medio de un abecedarium (ΚΛΜΝ) por una segunda mano, alguien que está aprendiendo a escribir. Más recientemente, N. M. Binek demostró que las últimas seis marcas pueden "considerarse no como letras o como intentos de inscribir letras, sino como elementos decorativos formados por un segundo inscriptor de acuerdo con los principios del idioma geométrico", en la medida en que el segmento refleja aproximadamente las formas de las letras 9-4 (ΧΡΟΝΥΝ). El texto marca a la vasija como un premio en un concurso de baile. Se traduce como: «quien de los bailarines baila ahora más ligero...» y en la segunda línea se concluye que dice algo como «... deberá ganar esto como premio [la vasija como su premio]».
El texto de la inscripción dice:
ΗΟΣΝΥΝΟΡΧΕΣΤΟΝΠΑΝΤΟΝΑΤΑΛΟΤΑΤΑΠΑΙΖΕΙΤΟΤΟΔΕΚΛΜΙΝ
En las ediciones académicas modernas esto se transcribe como:
hος νῦν ὀρχεστôν πάντον ἀταλότατα παίζει,
τô τόδε κλ[.]μιν[...]
Esto corresponde a lo siguiente en la ortografía clásica griega posterior (utilizando la forma jónica del alfabeto griego), con la métrica del hexámetro indicado:
ὃς νῦν | ὀρχη|στῶν πάν|των ἀτα|λώτατα | παίζει
τῶ τόδε ...
Traducción literal:
Quien de todos estos bailarines lo hace ahora más delicadamente, a él este...

## Inscripciones más antiguas
Se cree que entre la inscripción del Dípilon y la llamada copa de Néstor está la más antigua inscripción conocida en alfabeto griego. La copa de Néstor, que también lleva una inscripción en verso, fue encontrada en una excavación en la antigua colonia griega de Pithekoussai en la isla de Isquia, en Italia, y se considera que tiene la misma edad que la inscripción del Dípilon o que es ligeramente menor.